# Mary Wortley Montagu
Lady Mary Wortley Montagu, nata Mary Pierrepont (Holme Pierrepont, 15 maggio 1689 – Londra, 21 agosto 1762), è stata una scrittrice, poetessa e aristocratica inglese.
Montagu è principalmente ricordata per le sue lettere, in particolar modo quelle scritte dalla Turchia, che sono state descritte da Billie Melman come "il primo vero esempio di lavoro laico svolto da una donna sull'Oriente Musulmano". È anche conosciuta per aver promosso in Inghilterra la tecnica della variolazione, che consisteva nell'inoculare virus vivi, presi dal pus delle pustole del vaiolo di persone che hanno contratto la malattia in modo lieve. 

## Biografia

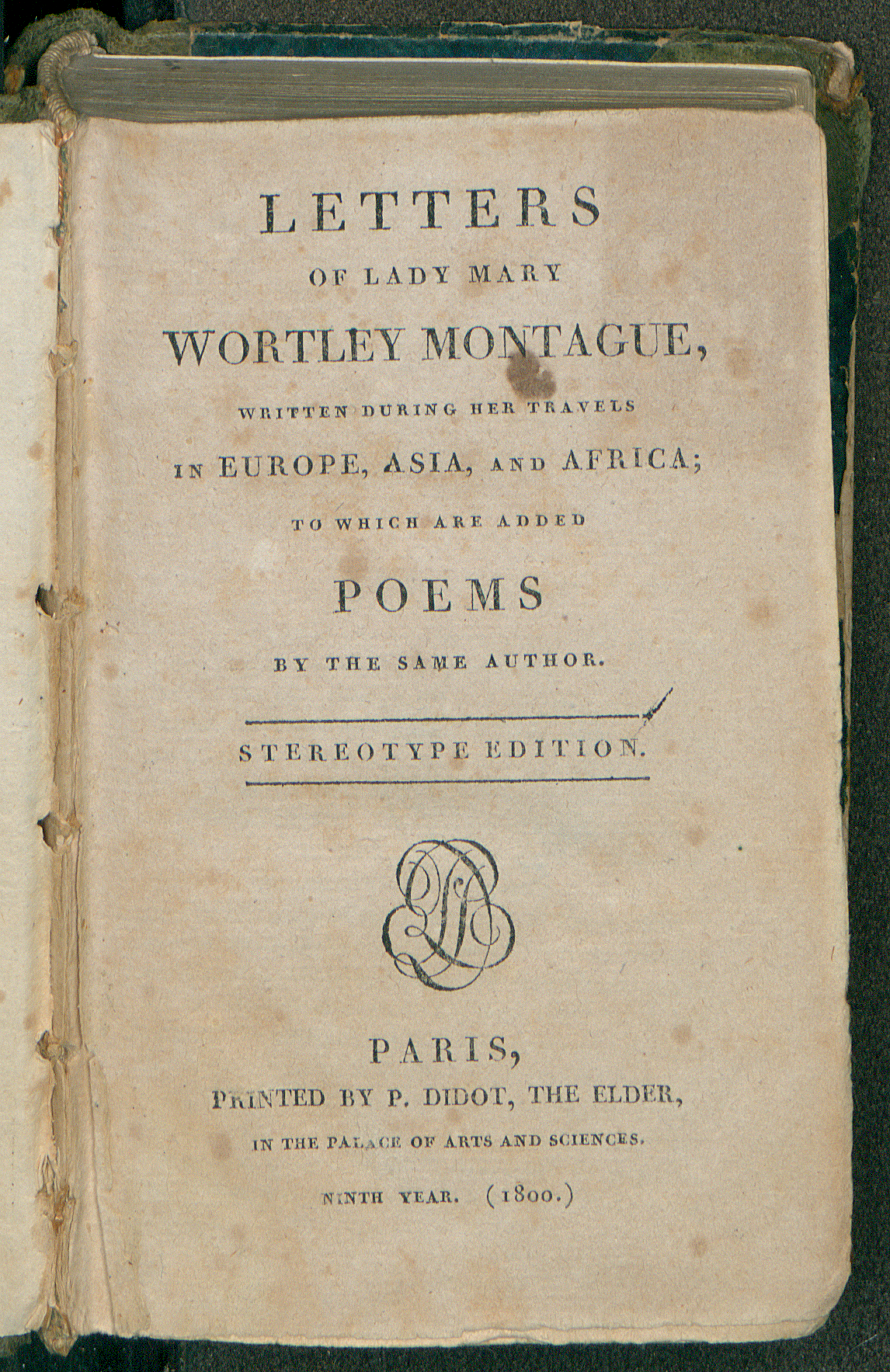
Letters of Lady Mary Wortley Montague, 1800

Lady Mary nacque a Thoresby Hall da Evelyn Pierrepont, V conte di Kingston-upon-Hull e della prima moglie Mary Fielding, figlia del III conte di Denbigh. La data di nascita è talvolta confusa con quella del battesimo, tuttavia sembra che sia nata il 15 maggio e sia stata battezzata il 26 maggio presso la Chiesa di San Paolo a Londra. Ebbe una stretta amicizia con Mary Astell, una paladina dei diritti della donna, e con Anne Wortey Montagu, nipote di Edward Montagu, I conte di Sandwich. Con Anne, tenne un'animata corrispondenza. Le lettere di Anne, tuttavia, erano spesso copiate dalle bozze scritte dal fratello, Edward Wortley Montagu, e dopo la morte di Anne, avvenuta nel 1709, la corrispondenza tra Edward e Lady Mary continuò senza intermediari. Il padre di Lady Mary, al tempo Marchese di Dorchester, rifiutò Wortley Montagu come genero poiché non accettò di lasciare in eredità i suoi beni immobili a un possibile erede. Le trattative cessarono, e quando Lord Dorchester insistette per far sposare la figlia, Edward e Mary decisero di fuggire insieme nel 1712. I primi anni della vita da sposata di Lady Mary Wortley trascorsero in isolamento in una tenuta di campagna. Suo marito diventò membro del Parlamento Inglese nel 1715, e poco dopo venne nominato Lord Commissioner of the Treasury. Quando Mary lo raggiunse a Londra, il suo spirito e la sua bellezza presto fecero di lei una delle figure di spicco della società ma durò poco perché contrasse il vaiolo e ne rimase sfigurata; la medesima malattia, due anni prima, aveva ucciso suo fratello. La lotta contro il vaiolo avrà un ruolo centrale nella sua vita grazie a una svolta nella carriera del marito.
Nei primi mesi del 1716, infatti, Edward Wortley Montagu fu nominato Ambasciatore e trasferito a Istanbul. Lady Mary lo accompagnò a Vienna, e da lì ad Adrianopoli e Istanbul; fu durante quel viaggio che conobbe la tecnica della variolazione, pratica tradizionale di immunizzazione contro il vaiolo. Negli anni novanta del 1700, Edward Jenner sviluppò un metodo più sicuro, la vaccinazione. Lady Mary cercò con ogni mezzo di diffondere in Inghilterra quanto aveva appreso in Oriente, anche con l'aiuto di medici italiani.
Lord Montagu fu richiamato a Londra nel 1717, ma la coppia rimase a Istanbul fino al 1718. la storia di questo viaggio e le osservazioni di Lady Mary sugli usi e costumi orientali sono narrati nell'opera Turkish Embassy Letters, una serie di vivide lettere contenenti minuziose descrizioni geografiche; si è spesso ritenuto che le Lettere siano state successivamente d'ispirazione per altre scrittrici-viaggiatrici, così come per molti orientalisti.
Prima di partire per l'Oriente, incontrò Alexander Pope, e durante la sua assenza egli le scrisse una serie di lettere molto originali, che sembrano essere state in primo luogo delle esercitazioni di scrittura galante. Dopo il ritorno di Lady Mary i due si scrissero pochissime lettere, e si sono ipotizzate numerose motivazioni sulla loro successiva lite e conseguente allontanamento. La loro ultima lettera del periodo dell'ambasciata a Istanbul è indirizzata a Pope e si suppone che siano state spedite da Dover il 1º novembre del 1718. La lettera contiene una parodia dell'opera di Pope Epitaph on the Lovers struck by Lightning. La collezione manoscritta di queste lettere circolò in maniera poco controllata, e probabilmente Pope rimase offeso dalla divulgazione di questa satira. Tra le cause del loro troncamento si è presunta anche una gelosia per l'amicizia tra Lady Mary e Lord John Hervey, ma Lady Louisa Stuart affermò che Pope fece una dichiarazione d'amore a Lady Mary, alla quale rispose con uno scoppio di risa. Comunque sia Lady Mary continuò a dichiararsi innocente riguardo alla divulgazione della satira e della conseguente offesa pubblica nei confronti di Pope. Pope l'attaccò ripetutamente. Verses addressed to an Imitator of Horace by a Lady (1733), una replica a questi attacchi, è generalmente considerata un'opera scritta a quattro mani con Lord Hervey, amico e alleato di Lady Mary.
Nel 1739 Lady Mary lasciò suo marito e andò all'estero, ma nonostante ciò la coppia continuò una cordiale e affettuosa corrispondenza, sebbene i due non si siano più incontrati. Nel 1740, a Firenze incontrò Horace Walpole, che ne ritrasse, esasperandoli, i modi eccentrici in alcuni scritti (vedi: Letters, ed. Cunningham). Invaghitasi di Francesco Algarotti, visse con lui per circa un anno, dopodiché si separarono a causa di impegni diplomatici di entrambi. Lady Mary visse ad Avignone per quattro anni e una decina in luoghi incantevoli nei dintorni di Brescia, a Gottolengo e a Lovere, sul lago d'Iseo. A quest'ultima fase della sua vita risale il Ritratto di proprietà della parrocchia di Santa Maria Assunta a Lovere (già in Palazzo Bazzini) che la ritrae in età avanzata. Fu poi a Venezia, dove entrò in contrasto con il console Murray di cui parla Casanova nei Mémoires.

## Tecnica ottomana dell'inoculazione del vaiolo

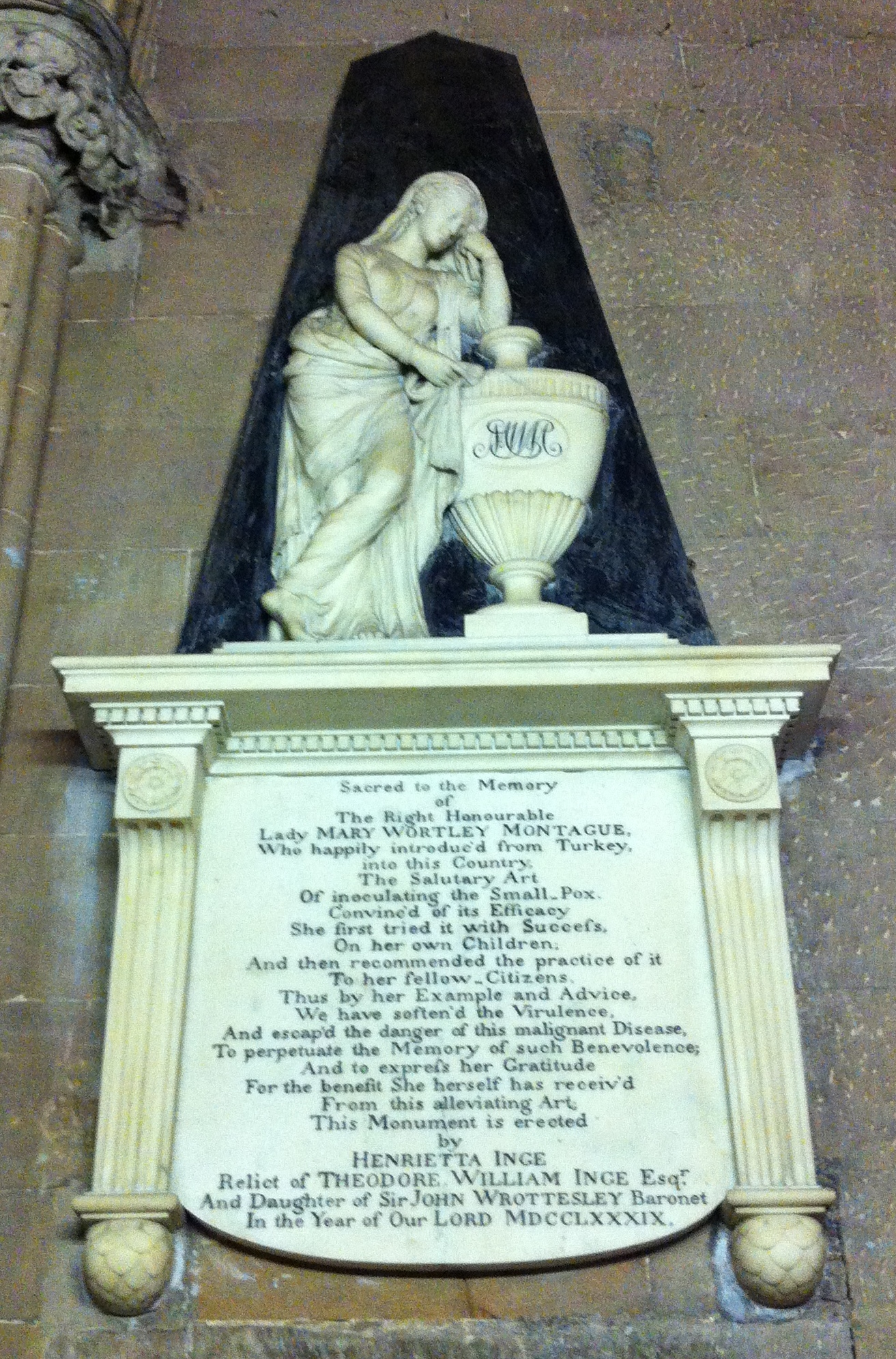
Memorial della Rt. Hon. Lady Mary Wortley Montague eretto nella cattedrale di Lichfield da Henrietta Inge

Lady Mary Wortley Montagu sovvertì le convenzioni del tempo introducendo l'inoculazione del vaiolo nella medicina occidentale, dopo esserne stata testimone durante i suoi viaggi e la permanenza nell'Impero ottomano. Durante la permanenza nell'Impero ottomano aveva avuto la possibilità di visitare le donne segregate nelle zenana, stanze riservate alle donne, intrecciando amicizie e apprendendo i costumi turchi. Durante queste visite fu testimone della pratica dell'inoculazione contro il vaiolo o variolazione, che ella chiamò "innesto" e descrisse in molte delle sue lettere. La variolazione utilizzava virus vivi presi dal pus raccolto dalle pustole del vaiolo in casi lievi della malattia e li introduceva in una scarificazione della cute di individui non affetti per promuovere l'immunità verso la malattia. Il fratello di Lady Mary era morto di vaiolo nel 1713 e la famosa bellezza di Mary Wortley era stata deturpata dalla malattia nel 1715.
Lady Mary era ansiosa di proteggere i suoi bambini, pertanto nel marzo 1718 fece inoculare il figlio di quasi cinque anni con l'aiuto del chirurgo dell'ambasciata Charles Maitland. Al rientro a Londra ella promosse la pratica della variolizzazione con entusiasmo, ma incontrò molta resistenza da parte della classe medica perché la pratica apparteneva alla tradizione popolare di un paese orientale. Nell'aprile 1721, quando un'epidemia di vaiolo colpì l'Inghilterra, fece inoculare la figlia dallo stesso Charles Maitland, che aveva inoculato il figlio e diede risalto alla cosa. Anni dopo Edward Jenner, tredicenne quando Lady Mary morì, sviluppò la tecnica più sicura della vaccinazione utilizzando il vaiolo bovino anziché quello umano. A mano a mano che la vaccinazione prendeva piede la variolazione venne abbandonata.